# Manihot hassleriana
Manihot hassleriana är en törelväxtart som beskrevs av Robert Hippolyte Chodat. Manihot hassleriana ingår i släktet Manihot och familjen törelväxter. Inga underarter finns listade i Catalogue of Life.